# Quinta da Olaia
Casa senhorial cujas origens remontam ao século XV pertencente à família Alvim e localizada na freguesia de Seiça, em Ourém. Foi sede do Morgadio instituido em honra de Nossa Senhora da Olaia por testamento de Dom Jorge de Sousa de Alvim, fidalgo da Casa Real. Este testamento encontra-se depositado no arquivo nacional da Torre do Tombo no Núcleo Antigo 204 relativo a morgados e capelas.
A capela da casa é dedicada a Nossa Senhora da Olaia.